# Верхнее Котнырево
Верхнее Котнырево — деревня в Алнашском районе Удмуртии, входит в Байтеряковское сельское поселение. Находится в 10 км к юго-западу от села Алнаши и в 97 км к юго-западу от Ижевска.
Население на 1 января 2008 года — 177 человек.

## История
На 28 июля 1924 года деревня Котнырево Верхнее входила в состав Кадиковского сельсовета Алнашской волости Можгинского уезда. В 1929 году упраздняется уездно-волостное административное деление и деревня причислена к Алнашскому району. В том же году в СССР начинается сплошная коллективизация, в процессе которой в деревне образована сельхозартель (колхоз) «Сталь».
- Бобров Тихон (1870 г.р.) — кулак.
- Бобров Кузьма Тихонович (1900 г.р.) — член семьи кулака.

В 1950 году проводится укрупнение сельхозартелей колхоз «Сталь» упразднён, несколько соседних колхозов объединены в один колхоз «имени Суворова». В 1954 году Кадиковский сельсовет упразднён и деревня перечислена в Кучеряновский сельсовет, а в 1964 году Кучеряновский сельсовет переименован в Байтеряковский сельсовет.
16 ноября 2004 года Байтеряковский сельсовет был преобразован в муниципальное образование «Байтеряковское» и наделён статусом сельского поселения.

## Люди, связанные с деревней
- Шушков Николай Иванович — уроженец деревни, младший лейтенант, призван Алнашским РВК в октябре 1939 года, на фронте с июля 1941 года. Отличился будучи командиром стрелкового взвода, в боях 31 декабря 1943 года, взвод Шушкова обошёл противника, занял вражеские траншеи, чем обеспечил продвижение наших войск, тяжело ранен в бою, умер от ран[9].